# Vilyvitány
Vilyvitány ist eine ungarische Gemeinde im Kreis Sátoraljaújhely im Komitat Borsod-Abaúj-Zemplén.

## Geografische Lage
Vilyvitány liegt in Nordungarn, 92 Kilometer nordöstlich des Komitatssitzes Miskolc, ein Kilometer von der slowakischen Grenze entfernt. Nachbargemeinden sind Felsőregmec, Füzérradvány und Mikóháza.

## Geschichte
Vilyvitány entstand 1940 durch den Zusammenschluss der Orte Vily und Vitány. In Víly waren die Menschen mehrheitlich reformierten und in Vitány katholischen Glaubens.

## Sehenswürdigkeiten
- Heimatmuseum (Tájház)
- Kalvarienberg
- Reformierte Kirche, erbaut 1771, Barock
- Römisch-katholische Kirche Szent Anna, erbaut 1805
- Weltkriegsdenkmal (I. világháborús emlék)

## Verkehr
Der Ort ist nur über die Nebenstraße Nr. 37128 zu erreichen. Der nächstgelegene ungarische Bahnhof befindet sich in der Stadt Sátoraljaújhely.